# Somkiat Chantra
Somkiat Chantra (Chonburi, 15 dicembre 1998) è un pilota motociclistico thailandese.

## Carriera

### Gli inizi
Debutta nell'Asia Talent Cup nel 2015. Nel 2017 passa alla categoria Moto3 del campionato spagnolo Velocità. Nel 2018 debutta nella classe Moto3 del motomondiale, correndo come wild card nel Gran Premio casalingo su una Honda NSF250R, totalizzando sette punti.

### Moto2
Nel 2019 corre in Moto2, sulla Kalex del team Asia; il compagno di squadra è Dimas Ekky Pratama. Ottiene come miglior risultato un nono posto in Thailandia e termina la stagione al 21º posto con 23 punti. In questa stagione è costretto a saltare il Gran Premio d'Italia, a causa di lesioni al piede sinistro rimediate nel precedente evento in Francia (il suo posto in squadra, in questo frangente, viene preso dal giapponese Teppei Nagoe) e i Gran Premi d'Olanda e Germania, a causa della frattura del polso sinistro rimediata nel warm up del GP d'Olanda. Nel 2020 rimane nello stesso team della stagione precedente, il compagno di squadra è Andi Farid Izdihar. Ottiene come miglior risultato un nono posto in Francia e termina la stagione al 25º posto con dieci punti.
Nel 2021 rimane nello stesso team, con compagno di squadra Ai Ogura. Ottiene come miglior risultato un quinto posto in Austria e termina la stagione al diciottesimo posto con 37 punti.
Vince il suo primo GP nel 2022 in Indonesia, divenendo così il primo pilota thailandese vincitore di una gara nella storia del motomondiale. Il 1º ottobre 2022 conquista la sua prima pole position nel GP di Thailandia. Chiude la stagione al decimo posto in classifica. Nel 2023 inizia il quinto anno consecutivo in Moto2 con Honda Team Asia. Migliora, rispetto alle stagioni precedenti, nella continuità dei risultatiː si ritira infatti in sole due occasioni e nelle restanti gare raccoglie sempre punti. In occasione del Gran Premio del Giappone fa siglare l'Hat trick conquistando pole, vittoria e giro più veloce. Conclude poi il campionato in sesta posizione. Nel 2024 prosegue col team Asia, il nuovo compagno di squadra è l'indonesiano Mario Aji. Pur dovendo saltare qualche Gran Premio per infortunio, riesce a superare i cento punti in campionato classificandosi dodicesimo.

### MotoGP
Nel 2025 passa in MotoGP con il team Honda LCR, al fianco di Johann Zarco.

## Risultati nel motomondiale
| 2018 | Classe | Moto  |  |  |  |  |  |  |  |  |  |  |  |  |  |  |   |  |  |  |  |  |  |  | Punti | Pos. |
| ---- | ------ | ----- |  |  |  |  |  |  |  |  |  |  |  |  |  |  | - |  |  |  |  |  |  |  | ----- | ---- |
| 2018 | Moto3  | Honda |  |  |  |  |  |  |  |  |  |  |  |  |  |  | 9 |  |  |  |  |  |  |  | 7     | 33º  |

| 2019 | Classe | Moto  |     |    |    |    |     |     |    |    |     |    |    |    |    |    |   |    |     |     |    |  |  |  | Punti | Pos. |
| ---- | ------ | ----- | --- | -- | -- | -- | --- | --- | -- | -- | --- | -- | -- | -- | -- | -- | - | -- | --- | --- | -- |  |  |  | ----- | ---- |
| 2019 | Moto2  | Kalex | Rit | 10 | 20 | 17 | Rit | Inf | 17 | NP | Inf | 15 | 12 | 16 | 14 | 16 | 9 | 13 | Rit | Rit | 23 |  |  |  | 23    | 21º  |

| 2020 | Classe | Moto  |    |     |     |    |    |     |    |    |     |   |    |    |     |    |    |  |  |  |  |  |  |  | Punti | Pos. |
| ---- | ------ | ----- | -- | --- | --- | -- | -- | --- | -- | -- | --- | - | -- | -- | --- | -- | -- |  |  |  |  |  |  |  | ----- | ---- |
| 2020 | Moto2  | Kalex | 25 | Rit | Rit | 23 | 13 | Rit | 18 | 21 | Rit | 9 | 23 | 19 | Rit | 18 | 18 |  |  |  |  |  |  |  | 10    | 25º  |

| 2021 | Classe | Moto  |     |    |    |     |    |    |   |    |    |   |   |    |     |     |    |     |    |    |  |  |  |  | Punti | Pos. |
| ---- | ------ | ----- | --- | -- | -- | --- | -- | -- | - | -- | -- | - | - | -- | --- | --- | -- | --- | -- | -- |  |  |  |  | ----- | ---- |
| 2021 | Moto2  | Kalex | Rit | 19 | 21 | Rit | 12 | 18 | 9 | 18 | 11 | 8 | 5 | 17 | Rit | Rit | 14 | Rit | SQ | 19 |  |  |  |  | 37    | 18º  |

| 2022 | Classe | Moto  |    |   |   |     |     |     |   |     |    |    |    |    |   |   |   |   |     |   |     |     |  |  | Punti | Pos. |
| ---- | ------ | ----- | -- | - | - | --- | --- | --- | - | --- | -- | -- | -- | -- | - | - | - | - | --- | - | --- | --- |  |  | ----- | ---- |
| 2022 | Moto2  | Kalex | NP | 1 | 2 | Rit | Rit | Rit | 3 | Rit | 12 | 15 | 13 | 13 | 2 | 8 | 7 | 5 | Rit | 8 | Rit | Rit |  |  | 128   | 10º  |

| 2023 | Classe | Moto  |   |   |    |   |   |   |   |     |   |   |    |   |     |   |   |   |   |   |   |   |  |  | Punti | Pos. |
| ---- | ------ | ----- | - | - | -- | - | - | - | - | --- | - | - | -- | - | --- | - | - | - | - | - | - | - |  |  | ----- | ---- |
| 2023 | Moto2  | Kalex | 9 | 8 | 11 | 7 | 6 | 9 | 4 | Rit | 9 | 5 | 14 | 6 | Rit | 1 | 7 | 7 | 3 | 6 | 7 | 5 |  |  | 173,5 | 6º   |

| 2024 | Classe | Moto  |    |    |    |    |   |     |   |   |   |     |   |   |    |    |     |     |     |   |   |    |  |  | Punti | Pos. |
| ---- | ------ | ----- | -- | -- | -- | -- | - | --- | - | - | - | --- | - | - | -- | -- | --- | --- | --- | - | - | -- |  |  | ----- | ---- |
| 2024 | Moto2  | Kalex | 11 | 10 | 21 | 10 | 5 | Rit | 9 | 5 | 6 | Rit | 8 | 6 | 14 | 14 | Rit | Inf | Inf | 4 | 9 | 10 |  |  | 102   | 12º  |

| 2025 | Classe | Moto  |    |    |    |    |     |     |    |    |    |    |     |     |     |  |  |  |  |  |  |  |  |  | Punti | Pos. |
| ---- | ------ | ----- | -- | -- | -- | -- | --- | --- | -- | -- | -- | -- | --- | --- | --- |  |  |  |  |  |  |  |  |  | ----- | ---- |
| 2025 | MotoGP | Honda | 18 | 18 | 16 | 18 | Rit | Inf | 19 | 16 | 18 | 15 | Inf | Inf | Inf |  |  |  |  |  |  |  |  |  | 1     |      |

| Legenda | 1º posto        | 2º posto            | 3º posto            | A punti      | Senza punti        | Grassetto – Pole position Corsivo – Giro più veloce |
| Legenda | Gara non valida | Non qual./Non part. | Ritirato/Non class. | Squalificato | '-' Dato non disp. | Grassetto – Pole position Corsivo – Giro più veloce |